# Landkreis Breisgau-Hochschwarzwald
Landkreis Breisgau-Hochschwarzwald är ett distrikt i Baden-Württemberg, Tyskland. Distriktet ligger i den sydvästra delen av förbundslandet. 

## Infrastruktur
Genom distriktet passerar motorvägen A5.
1. ↑  GeoNames, 2005, Geonames-ID: 2944796, läs online och läs online.[källa från Wikidata]
2. ↑  läs online, www.destatis.de .[källa från Wikidata]
3. ↑  hämtat från: tyskspråkiga Wikipedia.[källa från Wikidata]